# Polis
Polis (stgr.  πόλις [pólis], l.mn. πόλεις [póleis] – pierwotnie „miejsce warowne”) – forma państwa w starożytnej Grecji. 
Słowo to zwykle tłumaczone jako miasto-państwo, nie oddaje jednak zjawiska dość precyzyjnie, gdyż sugeruje istnienie państwowego aparatu władzy oraz wskazuje na niewielki zajmowany obszar (miasto) jako cechę charakterystyczną. Natomiast istotą polis (w formie dojrzałej występującej w epoce klasycznej) jest sposób sprawowania władzy – to niezależna wspólnota obywateli, którzy rządzą się sami, nie tworząc oderwanych od społeczeństwa struktur państwowych (brak jest reprezentacji politycznej). Wspólnota ta zamieszkiwała określony obszar (zwykle składający się z ośrodka miejskiego i okolicznych terenów wiejskich) – podobnie jak gród, połączona była językiem, pielęgnowanymi kultami religijnymi i wyznawanymi wartościami moralnymi.

## Formowanie się miast w starożytnej Grecji
Okres kształtowania się miast w świecie greckim przypada na początki epoki archaicznej (z wieków ciemnych pochodzą ślady tylko niewielkich osad). Proces ten był zróżnicowany geograficznie, w niektórych regionach (centralny i północno-zachodni Peloponez, północna i zachodnia Grecja) ludność długo jeszcze żyła w strukturach prawdopodobnie o charakterze plemiennym, zwanych przez Greków ethne (ludy). Miasta powstały zwykle w miejscach o długiej tradycji osadniczej (sięgającej często czasów mykeńskich), najczęściej u podnóża warownego wzniesienia zapewniającego możliwość obrony w czasie ataku. Centralnym punktem była agora – plac służący zgromadzeniom i wymianie handlowej, nie tylko mieszkańcom miasta, ale i okolicznej ludności. Przykładem takiego miasta z wczesnego okresu archaicznego jest dobrze przebadana archeologicznie stara Smyrna (w zachodniej Azji Mniejszej), którą po zniszczeniu ok. 700 roku p.n.e. odbudowano według powyższych założeń. Zabudowa nie musiała być zwarta, miasto mogło być otoczone palisadą, później murami. Z biegiem czasu postępowało zróżnicowanie ekonomiczne mieszkańców miast. Na określenie miasta Grecy używali zamiennie słów asty (pierwotne znaczenie: miejsce zamieszkania) lub polis (pierwotnie: miejsce ufortyfikowane, gród).

## Kształtowanie się polis i formy rządów
Kształtowanie się pojęcia polis było związane z powstawaniem i rozwojem miast po okresie wieków ciemnych. Jego datowanie, z pewnością będące długim procesem, nadal jest przedmiotem dyskusji, jednak większość badaczy zgodnych jest co do tego, że na bardziej rozwiniętych terenach Grecji polis zaistniała już w VIII wieku p.n.e. Niewiele wiadomo o charakterze polis u zarania okresu archaicznego. Znaczną rolę zapewne odgrywały fratrie, a największy wpływ na podejmowane decyzje mieli arystokraci. Społeczności przewodził król (zwany basileus) lub królowie, których władza była mocno ograniczona przez możnych. W rozwiniętej epoce archaicznej władza królewska zanikła w większości poleis (wyjątkami były m.in. Sparta, Kyrene, Argos) i proces ten przebiegał raczej bez większych konfliktów. Dominującą formą rządów stała się oligarchia, później zastępowana niekiedy przez rządy tyranów (np. Periander w Koryncie, Pizystratydzi w Atenach), zdobywających władzę zwykle dzięki szerokiemu poparciu społecznemu. W V wieku p.n.e. coraz liczniejsze poleis rządzone były demokratycznie.

## Przyczyny powstania polis
Chociaż pozostaje to kwestią otwartą, wymienia się tu ukształtowanie geograficzne Hellady – liczne wyspy, półwyspy, łańcuchy górskie, co sprzyjało izolacji grup ludności. Wśród przykładów przeczących temu wyjaśnieniu podaje się równinną Beocję, gdzie powstało dwanaście niezależnych poleis (choć przewodniczyły im najsilniejsze Teby), z kolei górzysta Attyka była jednym państwem. Innym czynnikiem mógł być długi okres braku poważnego zagrożenia zewnętrznego (do czasu pojawienia się w Azji Mniejszej Persów w połowie VI wieku p.n.e.), które zwykle prowadzi do konsolidacji politycznej. Niektórzy wskazują też na wpływ okresu migracji ludności po upadku kultury mykeńskiej.

## Polis wobec innych poleis
Wzorcowa polis miała być niezależna politycznie, lecz w praktyce ośrodki te nie funkcjonowały w izolacji i duże, ważniejsze miasta-państwa wpływały na decyzje mniejszych, sąsiadujących z nimi. Silniejsze poleis często podporządkowywały sobie słabsze państwa, sprawowały nad nimi przywództwo (hegemonię). Miasta mniejsze często nie mogły konkurować z potężnymi ośrodkami, takimi jak Ateny czy Sparta, nie tylko pod względem militarnym (nie bez znaczenia była liczba obywateli polis), lecz także kulturowym.